# Hythe (Kent)
Hythe ist eine Kleinstadt und ein Civil Parish an der Südküste der englischen Grafschaft Kent nahe Folkestone mit rund 14.500 Einwohnern (Stand 2011). Der Ort ist als Gründungsmitglied des Städtebundes Cinque Ports bekannt. Der Name „Hythe“ oder „Hithe“ stammt aus dem Angelsächsischen und bedeutet „Landeplatz“ oder „Hafen“ (s. a. Hude-Orte).
Heute gilt die Ortschaft als ruhiges Plätzchen und Erholungsgebiet sowohl für Briten als auch für Touristen. Mit einem Anschluss an die Romney, Hythe and Dymchurch Railway, welche lange Zeit die kleinste öffentliche Eisenbahn der Welt war, und an regionale Züge (Bahnhof Sandling) sind diverse Städte wie Brighton, Canterbury und ferner London gut zu erreichen. Seit Schließung der Sandgate-Zweigstrecke ist Sandling der nächste Normalspurbahnhof.

## Geschichtliches
Bis 1939 war Hythe der Standort einer Versuchsstation für akustische Ortung von Flugzeugen mit Hohlspiegelmikrofonen. Nach Aufkommen der Radartechnik ab 1935 verlor die Versuchsanstalt an Bedeutung.

## Söhne der Stadt
- Hamo Hythe (um 1270–nach Mai 1357), Bischof von Rochester
- Francis Pettit Smith (1838–1874), Erfinder
- Robert Holdstock (1948–2009), Autor